# Лебанон-Джанкшен (Кентуккі)
Лебанон-Джанкшен (англ. Lebanon Junction) — місто (англ. city) в США, в окрузі Буллітт штату Кентуккі. Населення — 1746 осіб (2020).

## Географія
Лебанон-Джанкшен розташований за координатами 37°50′8″ пн. ш. 85°43′17″ зх. д. / 37.83556° пн. ш. 85.72139° зх. д. (37.835567, -85.721427).  За даними Бюро перепису населення США в 2010 році місто мало площу 14,87 км², з яких 14,61 км² — суходіл та 0,25 км² — водойми.

## Демографія
Згідно з переписом 2010 року, у місті мешкало 1813 осіб у 718 домогосподарствах у складі 505 родин. Густота населення становила 122 особи/км².  Було 784 помешкання (53/км²).
Расовий склад населення:
| - 96,5 % — білих - 0,6 % — чорних або афроамериканців - 0,4 % — корінних американців - 0,1 % — азіатів |

До двох чи більше рас належало 1,8 %. Частка іспаномовних становила 1,3 % від усіх жителів.
За віковим діапазоном населення розподілялося таким чином: 23,5 % — особи молодші 18 років, 63,6 % — особи у віці 18—64 років, 12,9 % — особи у віці 65 років та старші. Медіана віку мешканця становила 41,0 року. На 100 осіб жіночої статі у місті припадало 93,7 чоловіків;  на 100 жінок у віці від 18 років та старших — 97,9 чоловіків також старших 18 років.
Середній дохід на одне домашнє господарство  становив 49 959 доларів США (медіана — 43 750), а середній дохід на одну сім'ю — 56 233 долари (медіана — 50 529). Медіана доходів становила 32 117 доларів для чоловіків та 31 170 доларів для жінок. За межею бідності перебувало 15,8 % осіб, у тому числі 32,2 % дітей у віці до 18 років та 4,3 % осіб у віці 65 років та старших.
Цивільне працевлаштоване населення становило 945 осіб. Основні галузі зайнятості: виробництво — 24,9 %, роздрібна торгівля — 14,2 %, освіта, охорона здоров'я та соціальна допомога — 11,6 %, транспорт — 9,9 %.